# Adelphicos ibarrorum
Adelphicos ibarrorum är en ormart som beskrevs av Campbell och Brodie 1988. Adelphicos ibarrorum ingår i släktet Adelphicos och familjen snokar.
Artens utbredningsområde är Guatemala. Den lever i höglandet vid cirka 2000 meter över havet. Honor lägger ägg.
Inga underarter finns listade i Catalogue of Life.